# Sidney S. Liufau
Sidney Siisii Liufau (Kahuku, 22 novembre 1963) è un attore e stuntman statunitense.
È attivo dal 1990 ed ha preso parte in diversi ruoli cinematografici, tra cui Paco in Tu, io e Dupree.
Dalla moglie Sharene, ha avuto quattro figli.

## Filmografia

### Cinema
- Sword of Heaven (1985)
- Joe contro il vulcano (Joe Versus the Volcano), regia di John Patrick Shanley (1990)
- Batman Forever, regia di Joel Schumacher (1995)
- A Very Brady Sequel, regia di Arlene Sanford (1996)
- Colpi proibiti III (Bloodsport III), regia di Alan Mehrez (1996)
- Fire Down Below - L'inferno sepolto (Fire Down Below), regia di Félix Enríquez Alcalá (1997)
- Deadly Ransom (1998)
- Blade, regia di Stephen Norrington (1998)
- Dirt Merchant, regia di B.J. Nelson (1999)
- The Testaments: Of One Fold and One Shepherd (2000)
- The Ghost, regia di Douglas Jackson (2001)
- Tu, io e Dupree (You, Me and Dupree), regia di Anthony e Joe Russo (2006)
- Faster, regia di George Tillman Jr. (2010)
- The Girl from the Naked Eye, regia di David Ren (2012)
- Lose Yourself (2012)
- The Lost Medallion: The Adventures of Billy Stone, regia di Bill Muir (2013)
- To Topple an Empire (2015)

### Televisione
- Baywatch - serie TV, episodio 6x20 (1996)
- Le nuove avventure di Robin Hood (The New Adventures of Robin Hood) - serie TV, un episodio (1997)
- Star Trek: Deep Space Nine - serie TV, episodio 6x07 (1997)
- Honolulu CRU - serie TV, un episodio (1998)
- Black Scorpion - serie TV, un episodio (2001)
- Red Skies, regia di Larry Carroll e Robert Lieberman (2002) - film TV
- The District - serie TV, episodio 3x16 (2003)
- Baywatch - Matrimonio alle Hawaii (Baywatch: Hawaiian Wedding), regia di Douglas Schwartz (2003)
- Smith - serie TV, 3 episodi (2006-2007)
- Street Warrior, regia di David Jackson (2008)
- Hawaii Five-0 - serie TV, episodio 1x03 (2010)